# Jakob Büchi (Apotheker)

Jakob Büchi (1955)

Jakob Büchi (* 23. Juli 1903 in Bischofszell; † 10. September 1986 in Flims; heimatberechtigt in Bischofszell und Küsnacht) war ein Schweizer Apotheker und Hochschullehrer.

## Leben
Jakob Büchi, Sohn des Müllers Jakob, heiratete 1931 Anna Sauter von Sulgen, Tochter des Heinrich.
Er absolvierte ein Studium der Pharmazie und erlangte 1928 das Staatsexamen. Im Jahr 1929 folgte die Promotion in Zürich. Zwischen 1936 und 1943 war Büchi ausserordentlicher Professor für galenische Pharmazie an der ETH Zürich.
Nach kurzer Tätigkeit bei der Firma Wander AG in Bern war Büchi ab 1944 Direktor des Pharmazeutischen Instituts sowie ordentlicher Professor für pharmazeutische Chemie an der ETH Zürich. Büchi veröffentlichte zahlreiche grundlegende Forschungsstudien auf neueren Gebieten der pharmazeutischen Chemie. Von 1955 bis 1972 war er Präsident der Eidgenössischen Pharmakopöe-Kommission. Des Weiteren war er zwischen 1955 und 1976 Redaktor der Pharmaceutica Acta Helvetiae. Büchi wurde mit zahlreichen schweizerischen und internationalen Ehrungen ausgezeichnet, unter anderem dem Dr. med. h. c. der Universität Gent.

## Veröffentlichungen (Auswahl)
- Die Arzneiversorgung und der Sanitätsdienst der schweizerischen Truppen vom 15.–18. Jahrhundert (= Veröffentlichungen der Internationalen Gesellschaft für Geschichte der Pharmazie. Neue Folge, Band 49). Stuttgart 1981.